# AN-94
O AN-94 (Russo: 5,45-мм автомат Никонова обр. 1994 г. / АН-94 «Абака́н», Designação GRAU 6P33), (às vezes chamado de "Abakan") é um fuzil de assalto avançado  russo. As iniciais para Avtomat Nikonova (após o chefe de design Gennadiy Nikonov) modelo 1994; O AN-94 foi considerado o sucessor do lendário Kalashnikov. Após 1980 o exército soviético conduziu o Projeto Abakan.
O AN-94 foi projetado como uma substituição potencial da série de fuzis AK-74 atualmente em serviço com forças armadas russas. Devido ao design e às despesas complexas, a sua adoção foi muito lenta e está em uso limitado, e provavelmente nunca se tornará uma questão geral. A partir de março de 2013, o AK-74M ainda é o fuzil de questão geral usado pelas Forças Armadas da Rússia, com a produção da AN-94 cessando em 2006.
A grande vantagem indicada do sistema AN-94 é a sua capacidade de atrasar a força de recuo até que a rodada(s) queimada tenha deixado o cano. É afirmado, permite mais "acertos" no alvo sob as condições de combate mais adversas.
O AN-94 oferece uma única função de explosão de dois disparos com uma taxa de fogo de 1800 por minuto. O mecanismo da Nikonov dispara na explosão o segundo tiro rapidamente o suficiente para permitir que ele escape antes que o recuo do primeiro tiro seja sentido, permitindo assim que os dois tiros atingissem extremamente próximos, por exemplo, para ajudar na armadura corporal.[carece de fontes?]

## Design e operação

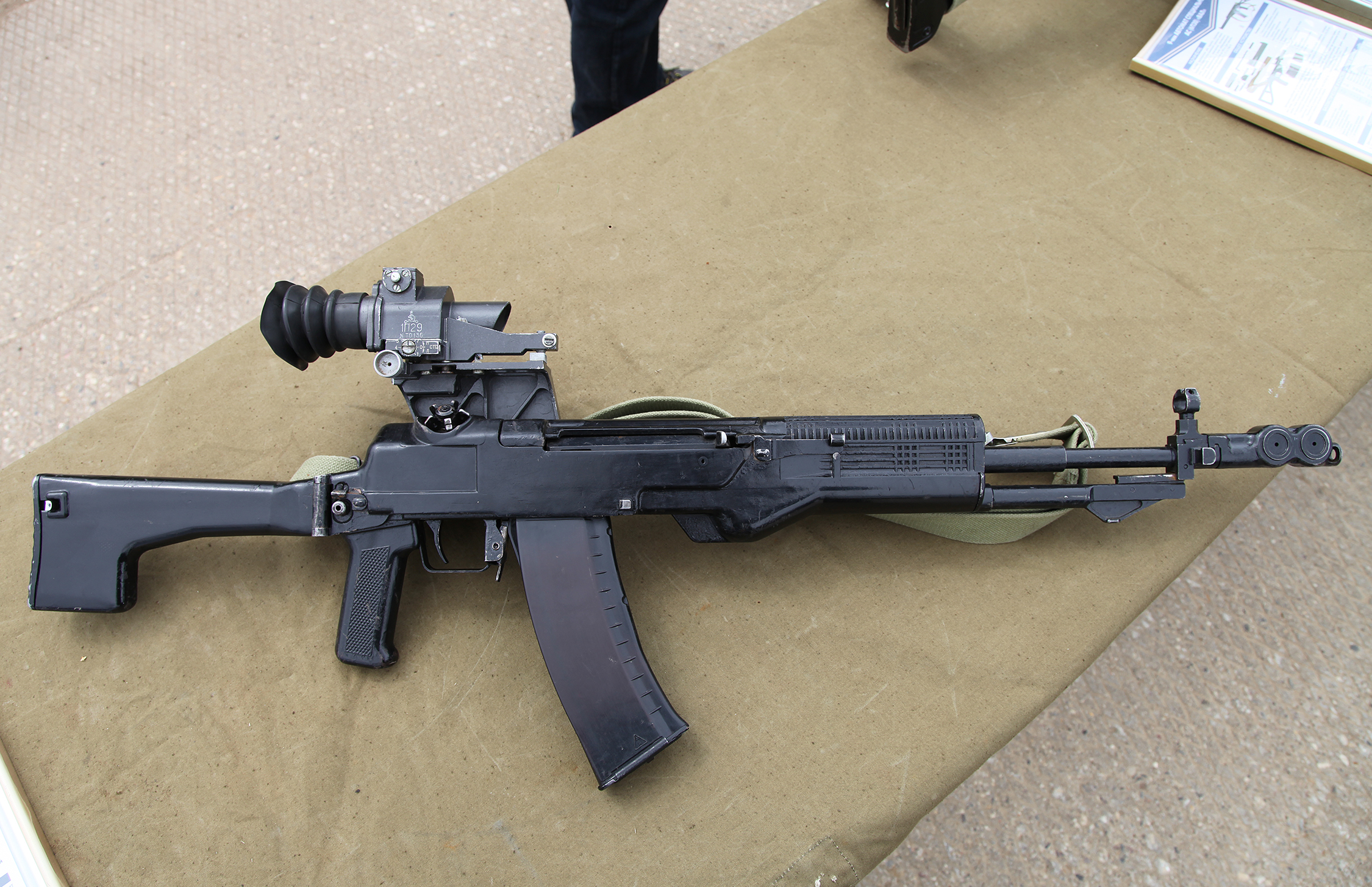
Protótipo do fuzil de assalto AN-94, também conhecido como LI-291

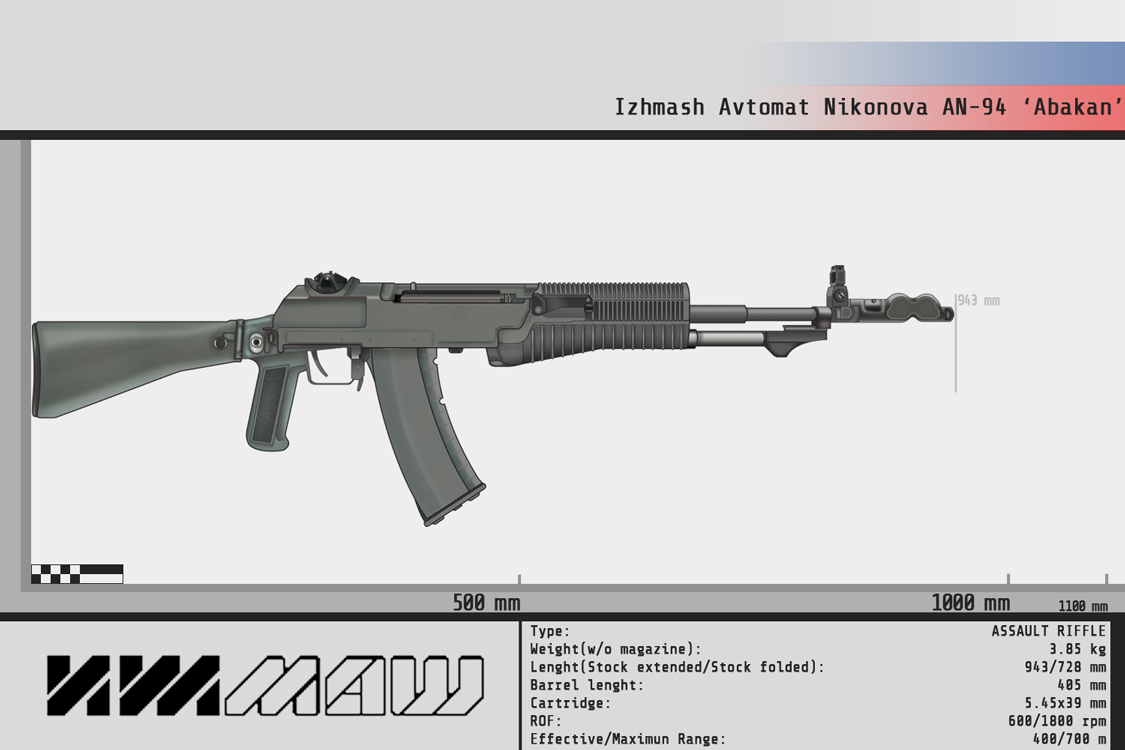
AN-94 infografia

A característica de identificação mais visível do AN-94 é o seu carregador que é inclinado vários graus à direita do centro (quando vista de uma posição de disparo). Este recurso de design é necessário para acomodar o mecanismo exclusivo de alimentação de munição. O AN-94 está embutido no mesmo cartucho 5,45×39mm M74 como o AK-74, e utiliza um parafuso rotativo para travar a ação. Gennadiy Nikonov e seus engenheiros usaram o termo russo смещенный импульс свободного затвора (smeshchonnyy impuls svobodnovo zatvora) para descrever o método de operação do fuzil, o que significa "Mudança deslocada do pulso".

## Usuários
- Rússia: Usado em número limitado pela Exército russo, Polícia, Serviço Federal de Segurança e Ministério dos Assuntos Internos.[2]